# Північно-словацький газопровід
Північно-словацький газопровід – трубопровідна система, яка забезпечує блакитним паливом північні регіони Словаччини.
На початку 1950-х на заході Словаччини почався видобуток природного газу, для транспортування якого у середині того ж десятиліття спорудили Повазький газопровід діаметром 300 мм, який пройшов уверх по долині річки Ваг (ліва притока Дунаю) через Тренчин до Жиліни. 
Запаси словацьких родовищ були доволі незначні, проте вже у кінці 1960-х через південну частину країни пройшла перша нитка транзитного газопроводу «Братство», який забезпечив подачу достатнього ресурсу для подальшої газифікації країни. У підсумку в північній Словаччині сформувалось газопровідне напівкільце, яке сполучене із трасою «Братства» в районах Špačince та Кошице.
Західна частина напівкільця виконана в діаметрів 500 мм та розрахована на робочий тиск у 6,3 МПа. Вона підіймається від Špačince по долині Вага та досягає району Važecké Lúky на водорозділі зі сточищем Попраду. Східна частина напівкільця підіймається від Кошице по долині річки Горнад (ліва притока Слани) та виходить у верхів’я Попраду. Вона виконана в діаметрі 500 мм (від Кошице до Др'єновська Нова Вес) та 300 мм (після Др'єновська Нова Вес) і розрахована на робочий тиск у 4 МПа. 
В районі Liptovská Kokava да західної частини напівкільця примикає виконана в діаметрі 500 мм та розрахована на робочий тиск 6,3 МПа перемичка від Рімавська Собота на трасі системи «Братство».
Від Др'єновська Нова Вес починається відгалуження діаметром 300 мм, яке прямує до міста Пряшів.